# Wader Study Group Bulletin
Wader Study Group Bulletin est une publication à comité de lecture de l'International Wader Study Group.  La revue publie des articles sur tous les aspects de la biologie des limicoles.

## Autres liens
- International Wader Study Group
- SORA : Bulletin of the International Wader Study Group. L'intégralité des volumes 1 à 105 (de 1970 à 2000) est accessible gratuitement en format PDF ou DejaVu.